# Kulhydratstofskifte
Kulhydratstofskiftet er den metabolisme, hvor kulhydrater behandles.
I den kost vi indtager findes kulhydrater hovedsagelig som di- eller polysaccharider. Disse kan ikke optages i kroppen uden at blive spaltet til monosaccharider. Denne spaltning sker allerede i munden hvor spyt indeholder enzymet amylase, der spalter polysacchariderne til disaccharidet maltose. Det der ikke bliver omdannet til maltose, når maven hvor spaltningen går i stå da amylasen optimalt fungerer ved pH 6,8 – 7,0, og ikke kan fungere ved den lave pH der er i mavesækken. (ca. pH 1-2) Når maden kommer til tolvfingertarmen begynder spaltningen igen, hvor amylasen kommer fra bugspytkirtlen. Når polysaccharidet er spaltet til disaccharid spaltes maltose, ved hjælp af maltase, til glucose. Desuden bruges laktase til at spalte laktose (mælkesukker) til glucose og galactose, og sukrase bruges til at spalte sucruse (almindeligvis fra sukkerrør) til glucose og fructose.